# Jan Böcker
Johannes (Jan) Gijsbertus Böcker (Oosterbeek, 2 oktober 1909 – Groningen, 25 september 1944) was een Nederlands rooms-katholiek geestelijke en een Nederlands verzetsstrijder tijdens de Tweede Wereldoorlog. 

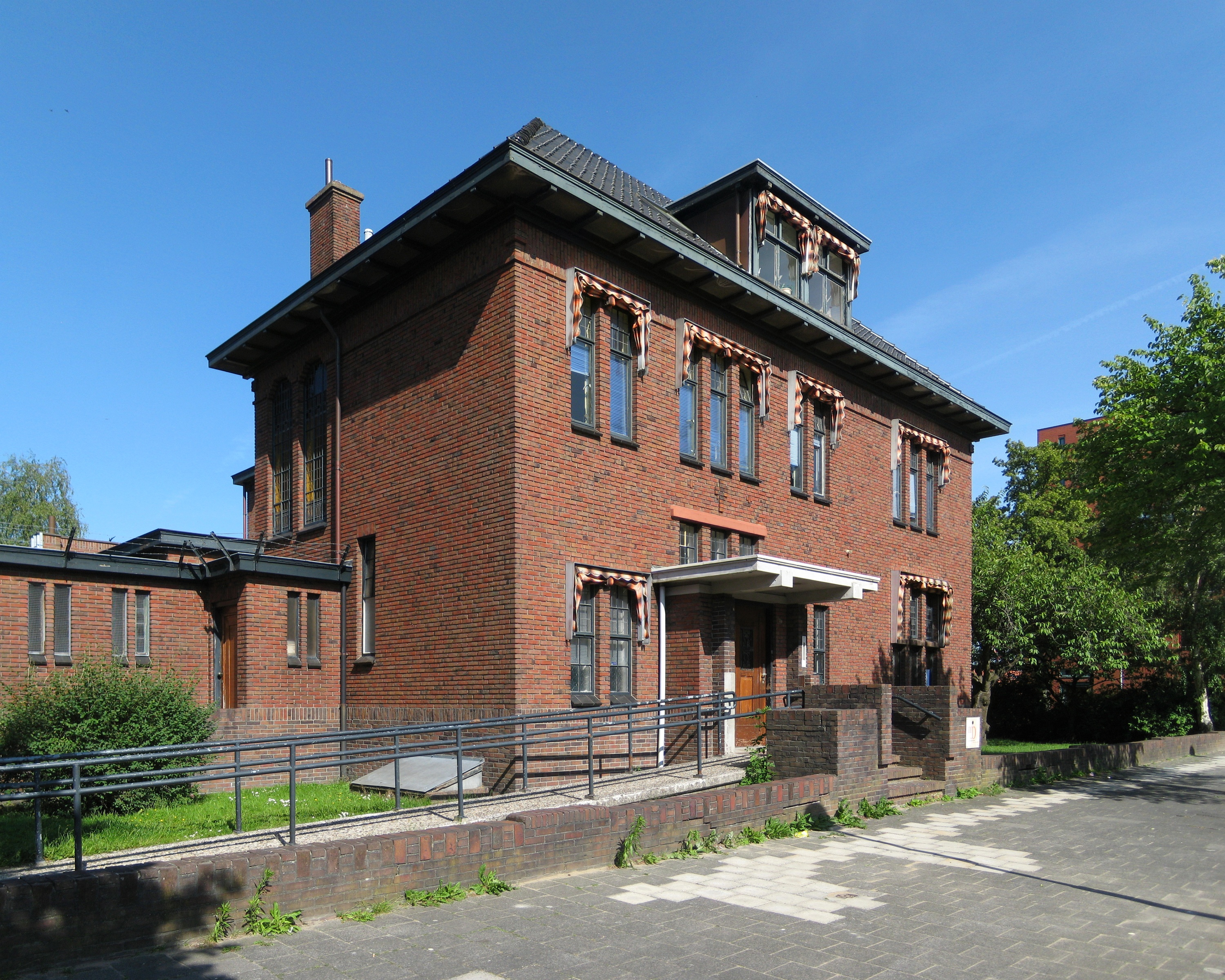
Pastorie van de Sint-Franciscuskerk

Böcker was van Duitse afkomst. Zijn vader, kleermaker Theodor Böcker, was afkomstig uit het Land van Kleef, en was getrouwd met Maria Gielingh, dochter uit een wagenmakersgeslacht dat al generaties lang woonde bij de Nederrijn, in de buurt van Arnhem. Jan was hun oudste kind. Nadat hij de lagere school had doorlopen in Oosterbeek, vertrok de jongen in 1921 naar het kleinsemenarie Kuilenburg in Culemborg. Na het grootseminarie, werd Böcker op 19 juli 1936 - gelijk met zijn drieëntwintig jaargenoten - priester gewijd door de Utrechtse aartsbisschop Johannes de Jong. Na twee korte perioden als kapelaan in achtereenvolgens Pannerden (Sint-Martinusparochie) en in Jutphaas (H. Nicolaasparochie), werd hij op 10 april 1942 benoemd tot kapelaan van de parochie van Sint-Franciscus in de Groningse Oosterparkwijk. In deze arbeiderswijk woonden voornamelijk socialisten en communisten, terwijl er een aanzienlijke katholieke minderheid was.
In Groningen raakte Böcker al snel betrokken bij het verzet. Hij hielp bij het verspreiden van bonkaarten voor onderduikers, zamelde geld in ten behoeve van de illegaliteit en bood met zijn pastoor, F.J. Schoenmaker, daadwerkelijk onderdak aan onderduikers. 
Het Silbertanne Kommando Groningen beraamde in de zomer van 1944 een aanslag op pastoor Schoenmaker. De aanslag zou gepleegd worden door Gerrit Lourens, die - na verwond te zijn geraakt aan het Oostfront - werkzaam was op het stafkwartier van de SS in het Groningse Scholtenshuis. Vlak voor de aanslag verspreidde Lourens en zijn metgezel – een zekere Jebbink – in de Oosterparkwijk pamfletten, die de indruk moesten wekken dat de – op dat moment nog te plegen – aanslag het werk was van de Bolsjewieken. Daarna belden de mannen aan bij de pastorie van de Sint-Franciscus. De huishoudster deed open en – gevraagd naar pastoor Schoenmaker – antwoordde ze naar waarheid dat de pastoor (die al enige tijd zat ondergedoken in Friesland) niet thuis was. De overvallers bevalen haar hierop om de kapelaan te halen. Kapelaan Böcker verscheen niet veel later aan de deur, waar hij meteen werd doodgeschoten.
Böcker werd begraven op het R.K. Kerkhof in Groningen, waar zijn lichaam tegenwoordig rust tussen de overige katholieke gevallenen in het Gronings verzet. In de hal van de Franciscuspastorie werd, na de oorlog, een plaquette aangebracht. De tekst daarop luidt: HIER VIEL DOOR MOORDENAARSHANDEN TIJDENS HET DUITSE SCHRIKBEWIND OP DE AVOND VAN 25 SEPTEMBER 1944 JOHANNES GIJSBERTUS BÖCKER, KAPELAAN VAN DEZE PAROCHIE. HIJ RUSTE IN VREDE. Na de onthulling van deze plaquette werd hij door een van zijn geloofsgenoten als volgt herdacht:
Hij was een heilig priester en een man van grote eenvoud met een hoge opvatting van zijn priestertaak, die onder moeilijke omstandigheden sympathie en liefde heeft weten te winnen door zijn voorbeeldig leven.